# Kannon de Kurume
La Kannon de Kurume est une statue de 62 mètres de haut d'un Guanyin debout qui se trouve à Kurume, dans la préfecture de Fukuoka, au Japon. Sa construction a été achevée en 1983. Haute de soixante-dix mètres, l'œuvre repose sur une base de huit mètres de haut. Elle est, en 2019, la vingt-cinquième plus grande statue au monde.

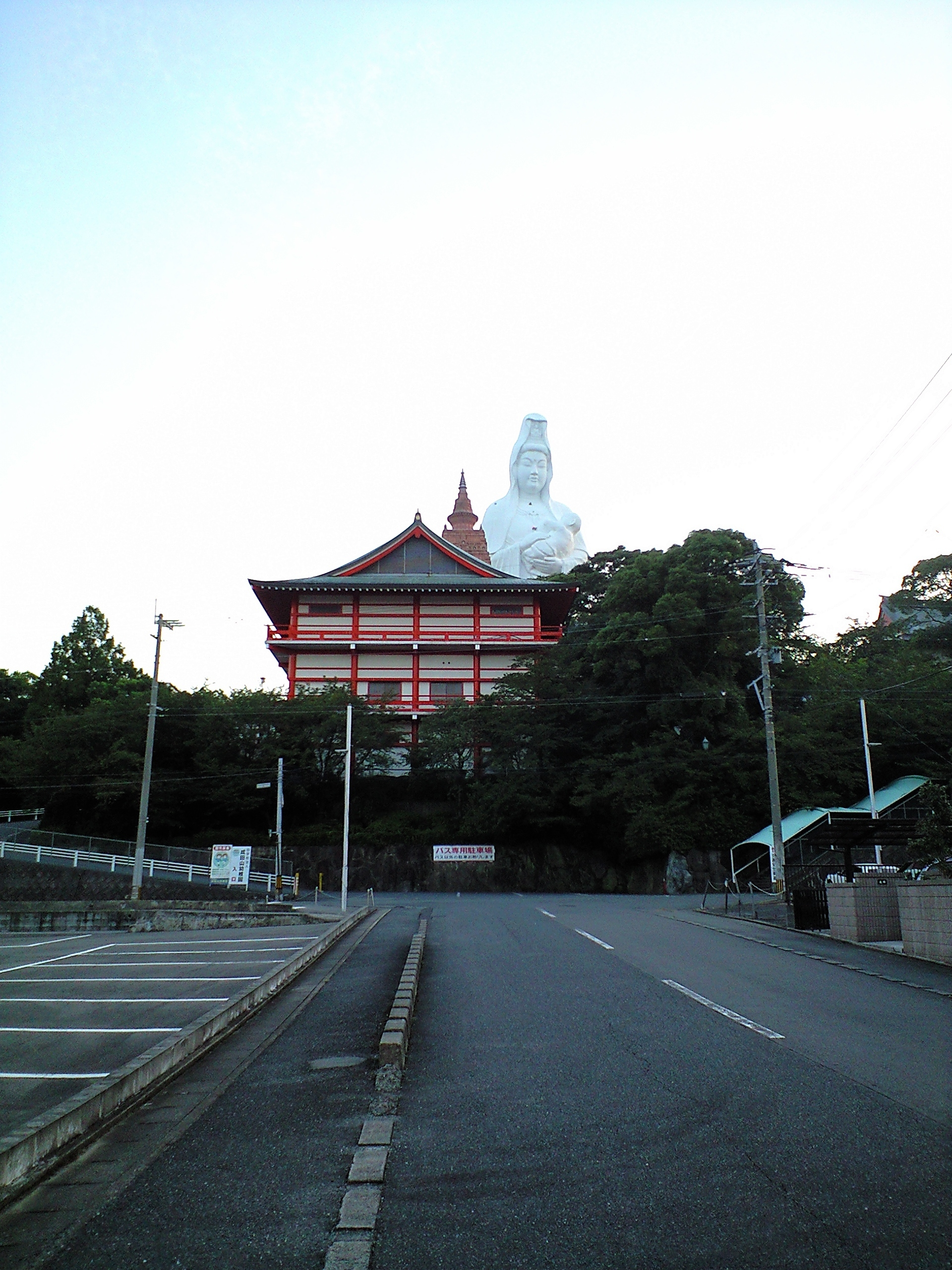
Narita-san Kurume bun-in, un temple bouddhiste du Shingon, branche de Narita-san (Narita, préfecture de Chiba).
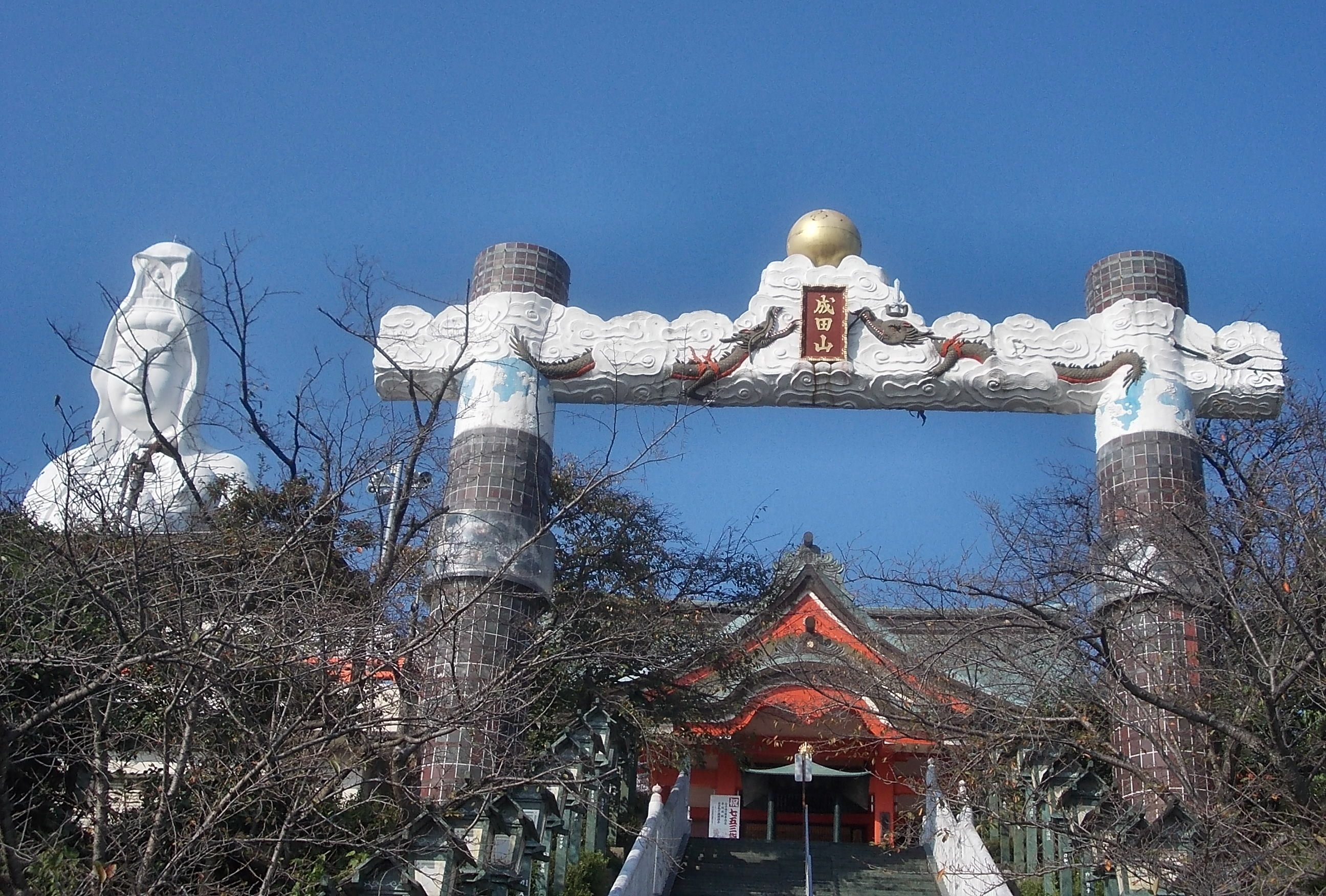
Kaiunmon, portique d'entrée du Narita-san Kurume bun-in.